# Maria Brownsford
Maria Brownsford (ur. 21 marca 1855 w Lubowiczkach  – zm. 29 października 1924 w Białczu) – nauczycielka, działaczka oświatowa.

## Życiorys
Urodziła się w rodzinie Antoniego Brownsforda i Rozalii Teresy Grabskiej z Grabi herbu 
Pomian. Była siostrą Kazimierza Brownsforda. 
Kształciła się w poznańskiej szkole sióstr urszulanek. Po jej ukończeniu uczyła języka polskiego, historii i religii na pensji dla dziewcząt panien Danysz. Po zakazie nauczania języka polskiego przez władze pruskie w roku 1900 organizowała tajne kursy w domach prywatnych. Po śmierci Anny Danysz objęła kierownictwo szkoły, do jej likwidacji przez władze w roku 1909. Tajne nauczanie kontynuowała w latach 1908-1919 jako przewodnicząca sekcji katechizacji przy Tow. św. Wincentego a Paulo i członkini sekcji pedagogicznej Towarzystwa Opieki nad Dziatwą Polską „Warta”. Po odzyskaniu niepodległości brała udział w kształceniu młodej kadry nauczycielskiej.
Pochowana została 4 listopada 1924 w Poznaniu na cmentarzu Zasłużonych Wielkopolan.